# Saccodomus
Saccodomus is een monotypisch geslacht van spinnen uit de  familie van de Thomisidae (krabspinnen).

## Soort
- Saccodomus formivorus (Rainbow, 1900)